# Wang Dongfeng
Dans ce nom, le nom de famille, Wang, précède le nom personnel.
Wang Dongfeng, né en février 1958, est un homme politique chinois maire de Tianjin de septembre 2016 à 2017 et secrétaire du Parti communiste chinois pour la province du Hebei depuis 2017.

## Biographie
Huang Xingguo, maire de Tianjin depuis 2007, est arrêté le 10 septembre 2016 et fait l'objet d'un enquête pour « violations graves de la discipline ». Le maire adjoint Yin Hailin est également concerné par une enquête. Après sa destitution, Huang Xingguo est remplacé par Li Hongzhong au titre de secrétaire du Comité du Parti communiste chinois pour la municipalité de Tianjin. Wang Dongfeng est alors désigné comme maire de Tianjin et chef adjoint du Comité du Parti communiste pour la municipalité de Tianjin.
En octobre 2017, Wang est nommé secrétaire du PCC pour la province du Hebei en remplacement de Zhao Kezhi.